# Micropeltus cingulatus
Micropeltus cingulatus är en skalbaggsart som beskrevs av Hippolyte Louis Gory och Achille Rémy Percheron 1835. Micropeltus cingulatus ingår i släktet Micropeltus och familjen Cetoniidae. Inga underarter finns listade i Catalogue of Life.